# Postiglione
Postiglione är en ort och kommun i provinsen Salerno i regionen Kampanien i Italien. Kommunen hade 2 090 invånare (2017).